# Lingèvres
Lingèvres er en kommune i Calvados departmentet i Basse-Normandie regionen i det nordvestlige Frankrig.